# Башти протиповітряної оборони

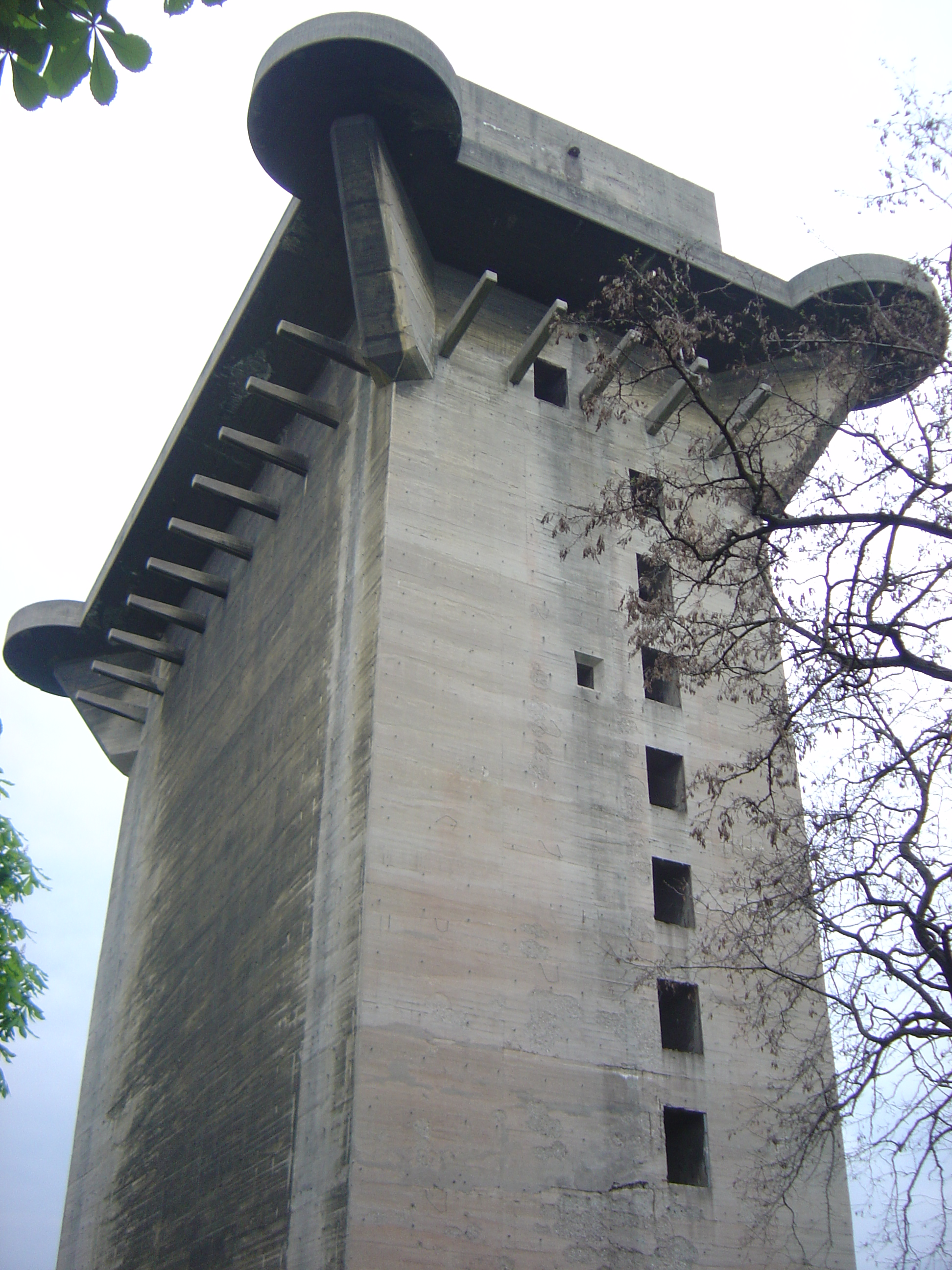
«L-башта» у Відні, Австрія.

Башти протиповітряної оборони або зенітні башти (нім. Flaktürme, англ. Flak towers) — ряд бетонних споруд, збудованих на території Німеччини та її союзників для захисту від стратегічних бомбардувань під час Другої світової війни. Всього було збудовано вісім комплексів: по три у Берліні та Відні, ще два у Гамбурзі. Менші, але подібні будівлі були створені у Штутгарті, Франкфурті укріплених районах Гельголанду та Анже.

## Історія створення
Головнокомандувач люфтваффе Герман Герінг категорично заперечував можливість авіаударів по території Німеччини. Тим не менше, в середині травня 1940 Королівські ВПС почали здійснювати стратегічні нальоти на німецькі міста. У відповідь Адольф Гітлер ухвалив рішення про побудову трьох веж, призначених для захисту Берліна. Відомо, що Гітлер особисто цікавився цим проєктом і навіть робив деякі креслення, однак основним архітектором проєкту став Фрідріх Таммс (нім. Friedrich Tamms).
Окрім оборони, башти могли використовуватись як бомбосховища, вміщуючи до 20000 людей.
Після війни берлінські вежі були зруйновані, однак в інших містах деякі з них залишились і використовуються різними організаціями. Наприклад, в одній з гамбурзьких веж розташовані нічний клуб, музична школа та магазин.

## Конструкція та озброєння

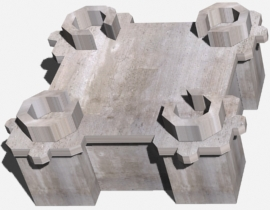
Перше покоління

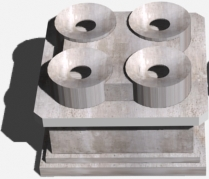
Друге покоління

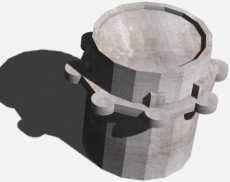

Як правило, комплекси ППО складались з двох веж: так званої G-вежі (від нім. Gefechtsturm), що містила різні зенітні гармати, та L-вежі (нім. Leitturm), у якій знаходився штаб та радари.
Виділяють три покоління зенітних веж.
- у перших вежах основна споруда мала розміри 70.5 м × 70.5 м × 39 м, на ній були розміщені вісім (чотири спарених) гармат 128mm FlaK 40, 32 (вісім зчетверених) 20-мм гармати та численні 37-мм гармати. Розміри L-вежі становили 50х23х39 метрів, озброєння складало 16 (вісім зчетверених) 20 мм кулеметів.

- у другому поколінні G-вежа була розміром 57×57x41.6 метри, а її озброєння складалось з восьми 128-мм FlaK 40 гармат та великої кількості кулеметів. Висота L-веж збільшилась до 43 метрів, на них розміщували десять зчетверених 20 мм кулеметів.

- розміри G-веж третього покоління складали 43×43x54 метри, озброєння — вісім спарених гармат 128-мм FlaK 40 та ряд 20-мм кулеметів.

У кожній башті був свій колодязь з питною водою, власна електростанція, два вантажні ліфти, великі склади боєприпасів та їжі. Берлінські G-вежі мали шість поверхів. Стіни веж були завтовшки 2,6 метри, а дах був зроблений з залізобетону товщиною 3,8 метри. У баштах першого покоління проєкт передбачував великі вікна, оскільки вважалось, що на території Німеччини бойові дії вестись не будуть, і, відповідно, не виникатиме необхідність оборони від наступаючих наземних військ.
В G-баштах першого покоління несли службу 350 бійців.

## Башти

### Flakturm I

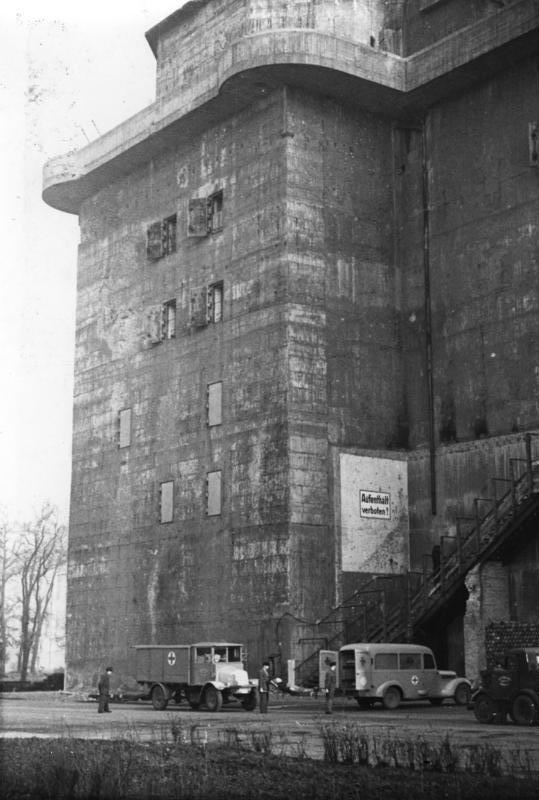
Башта біля зоопарку у 1946 році

Перша вежа була збудована неподалік від Берлінського зоопарку, тому її часто називають Zoo Tower, її основним завданням був захист урядових кварталів Берліна. На третьому поверсі вежі розташовувався військовий шпиталь.
Для будівництва вежі знадобилось 78 000 тонн каменю, 35 000 тонн цементу та 9 200 сталевих конструкцій. Будівельні матеріали цілодобово доставлялись залізницею, кожного дня надходило до 500 тонн. В цілому будівництво тривало шість місяців.
30 квітня під час штурму Берліна артилеристи вежі змогли на якийсь час зупинити наступ радянських підрозділів, розстрілявши бронетехніку на мосту Мольтке (нім. Moltkebrücke).
Після війни башта опинилась у британській окупаційній зоні. Меншу L-вежу було зруйновано 28 липня 1947 року. G-вежу британці намагались підірвати 30 серпня того ж року, однак вона вистояла. Пізніше її все одно зруйнували, а земля, на якій вона стояла, стала використовуватись зоопарком.

### Flakturm II
Друга вежа з'явилась у жовтні 1941 року у берлінському районі Friedrichshain. Після війни її підірвали і засипали землею. Зараз на цьому місці знаходиться пагорб висотою 78 метрів, відомий під назвами нім. Großer Bunkerberg та англ. Mont Klamott

### Flakturm IV

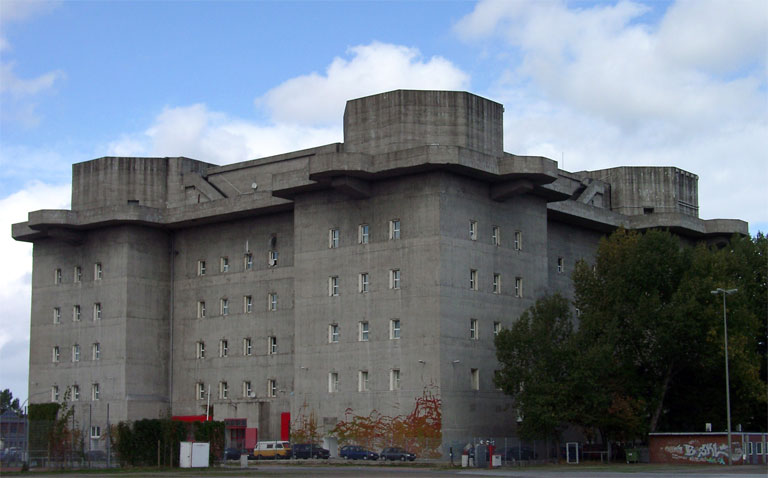
Вежа Flakturm IV у Гамбурзі

Четверта вежа, побудована у Гамбурзі в районі Heiligengeistfeld, стала останньою вежею першого покоління. Вона досі існує, у її приміщеннях розміщені кілька розважальних та культурних закладів.

### Flakturm V
Будівництво вежі Flakturm V завершилось червні 1944 року в Відні. Конструкція відповідає проєкту третього покоління.

### Flakturm VI
Вежа Flakturm VI знаходиться у Гамбурзі в районі Wilhelmsburg, конструкція другого покоління.

### Flakturm VII

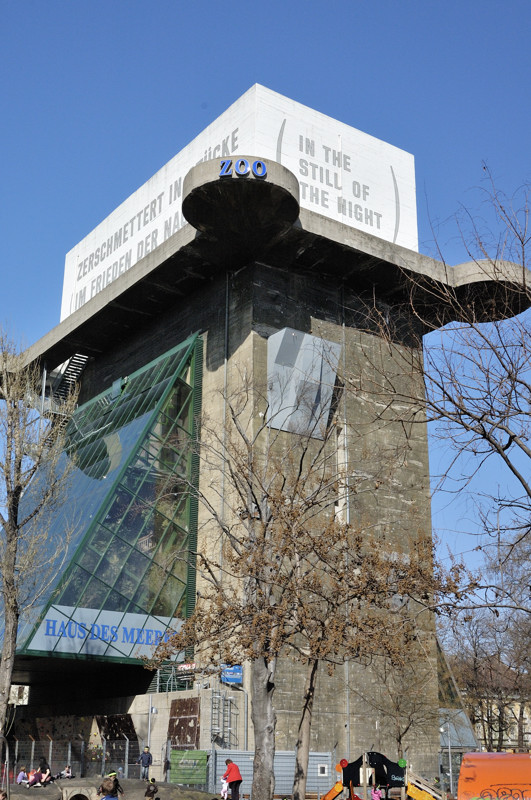
Акваріум Haus des Meeres у башті Flakturm VII

Конструкція третього покоління, будівництво у Відні завершено в січні 1945 року.
Після війни вежа використовувалась як готель, потім як пожежна станція. Пізніше тут було створено аквапарк Haus des Meeres.

### Flakturm VIII
Башта другого покоління, будівництво завершено у жовтні 1943 року.
У 1995 році Австрійський музей прикладного мистецтва розмістив у G-вежі частину експозицій, включаючи твори Іллі Кабакова, Кріса Бурдена та Маргарете Шютте-Ліхоцкі.

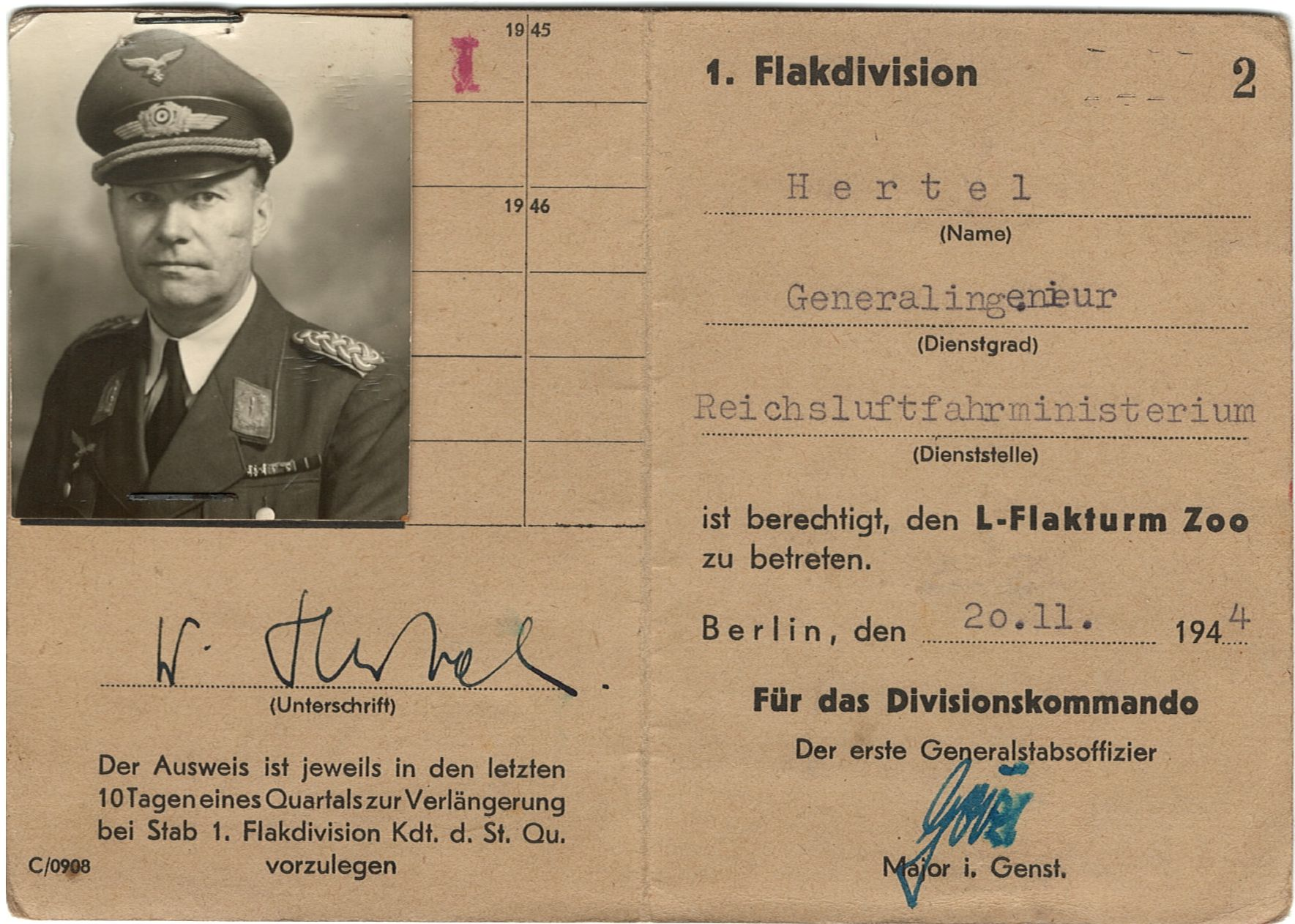
Перепустка генерал-інженера люфтваффе Вальтера Гертеля у вежу біля берлінського зоопарку, видана 20 листопада 1944 року.